# ドナルド・ビッツァー
ドナルド・L・ビッツァー（Donald L. Bitzer、1934年1月1日 - 2024年12月10日）は、アメリカ合衆国の電気技術者、計算機科学者である。世界初の汎用コンピュータ支援教育(CAI)システムであるPLATOを開発し、「PLATOの父」と呼ばれている。また、プラズマディスプレイの共同発明者の一人である。

## 生涯
イリノイ大学アーバナ・シャンペーン校で電気工学を学び、1955年に学士(B.S.)、1956年に修士(M.S.)、1960年に博士(Ph.D.)の学位を取得した。
ビッツァーは、コンピュータグラフィックスとタッチパネルを組み合わせた世界初のシステムである、コンピュータ支援教育システム「PLATO」を開発し、これに関連して幅広い分野で特許を取得している。この過程で、1964年にH・ジーン・スロットフと共同でプラズマディスプレイを開発した。ブラウン管のディスプレイでは画面がちらつき、長時間画面を見続ける学生の目に負担がかかることが判明した。そのため、画面がちらつかないディスプレイとして開発されたものである。また、当時のコンピュータで使えるメモリが限られているのを克服するためでもあった。
1989年、ノースカロライナ州立大学計算機科学部の特別研究教授に就任した。
2024年12月10日、ケーリーの自宅で死去。90歳没。

## 賞と栄誉
- 全米技術アカデミー ウラジミール・ツヴォルキン賞（1973年）[7]
- 全米技術アカデミー会員（1974年）[8]
- IEEE Computer Societyフェロー（1982年）[9]
- Slottow Creativity Award（1989年）[10]
- 全米アカデミーズ ナショナルアソシエイト（2002年）
- テクノロジー&エンジニアリング・エミー賞（2002年）[11]
- 全米発明家殿堂（2013年）[12]
- 全米発明家アカデミー（英語版）フェロー（2018年）[13]
- Holladay Medal（2019年）[14]
- コンピュータ歴史博物館フェロー（コンピュータの殿堂）（2022年）
- アメリカ工学教育学会（英語版）会員[5]